# اخلاق ربات
علم اخلاق ربات‌ها که گاهی با نام «ربات‌اخلاق» هم شناخته می‌شود، به مسائل اخلاقی‌ای می‌پردازد که در ارتباط با ربات‌ها پدید می‌آید. این مسائل شامل پرسش‌هایی مانند این است که آیا ربات‌ها در کوتاه‌مدت یا بلندمدت خطری برای انسان دارند یا نه، یا اینکه آیا برخی کاربردهای ربات‌ها – مثلاً در مراقبت‌های درمانی یا به‌عنوان «ربات‌های قاتل» در جنگ – مشکل‌ساز هستند یا خیر. همچنین این شاخه از دانش به این می‌پردازد که ربات‌ها باید به چه شکلی طراحی شوند تا رفتار «اخلاقی» داشته باشند؛ موضوعی که از آن با عنوان «اخلاق ماشین» نیز یاد می‌شود. در مقابل، گاهی واژهٔ «ربات‌اخلاق» به‌طور خاص به اخلاق رفتار انسان با ربات‌ها اشاره دارد، به‌ویژه حالا که ربات‌ها روزبه‌روز پیشرفته‌تر می‌شوند.
اخلاق ربات‌ها شاخه‌ای از اخلاق فناوری است، به‌ویژه در زمینهٔ فناوری اطلاعات، و با مباحث حقوقی و اجتماعی-اقتصادی نیز پیوند نزدیکی دارد. پژوهشگران از حوزه‌های گوناگون، به‌تدریج به بررسی پرسش‌های اخلاقی دربارهٔ ساخت فناوری رباتیک و به‌کارگیری آن در جامعه می‌پردازند تا مطمئن شوند که این فناوری همچنان ایمنی نسل بشر را تضمین می‌کند.
با اینکه این مسائل به قدمت واژهٔ «ربات» هستند، بحث‌های دانشگاهی جدی دربارهٔ آن‌ها تقریباً از سال ۲۰۰۰ آغاز شده است. پرداختن به اخلاق ربات‌ها نیازمند همکاری مشترک متخصصانی از رشته‌های مختلف است که باید قوانین و مقررات را متناسب با پیامدهای علمی و فناورانهٔ رباتیک و هوش مصنوعی تنظیم کنند. مهم‌ترین حوزه‌هایی که در اخلاق ربات‌ها نقش دارند عبارت‌اند از: رباتیک، علوم رایانه، هوش مصنوعی، فلسفه، اخلاق، الهیات، زیست‌شناسی، فیزیولوژی، علوم شناختی، علوم اعصاب، حقوق، جامعه‌شناسی، روان‌شناسی و طراحی صنعتی.

## پیشینه
برخی از بحث‌های اصلی اخلاق، مربوط به چگونگی رفتار با موجودات غیرانسانی یا غیرزیستی و احتمال داشتن نوعی «روحانیت» در آن‌هاست. یکی دیگر از موضوعات اصلی این حوزه، به توسعهٔ ماشین‌ها و در نهایت ربات‌ها مربوط می‌شود. این نگاه فلسفی به‌تدریج به حوزهٔ رباتیک هم راه یافت. یکی از نخستین آثار منتشرشده که به‌طور مستقیم به اخلاق ربات‌ها پرداخت و پایه‌های آن را شکل داد، داستان کوتاه علمی‌تخیلی «دور سرگردانی» اثر آیزاک آسیموف بود که در سال ۱۹۴۲ نوشته شد. این داستان شامل «سه قانون معروف رباتیک» بود که آسیموف آن‌ها را مطرح کرد. او این سه قانون را در طول زمان دست‌کاری و اصلاح کرد و در نهایت «قانون چهارم» یا «قانون صفرم» را نیز به آن‌ها افزود که در داستان‌های علمی‌تخیلی‌اش قبل از سه قانون اصلی قرار می‌گرفت. اصطلاح کوتاه «ربات‌اخلاق» احتمالاً نخستین‌بار توسط جیانمارکو وروجیو پیشنهاد شد.
یکی از رویدادهای مهمی که توجه‌ها را به اخلاق ربات‌ها جلب کرد، برگزاری نخستین «همایش بین‌المللی ربات‌اخلاق» در سال ۲۰۰۴ بود. این همایش با همکاری «مدرسهٔ رباتیک»، آزمایشگاه هنرهای مدرسه عالی سانتا آنا در پیزا و مؤسسهٔ الهیات پاپی در رم برگزار شد. این همایش حاصل تلاش مدرسهٔ رباتیک بود؛ سازمانی غیرانتفاعی که هدف آن ترویج آگاهی عمومی و دانش رباتیک در میان دانش‌آموزان و مردم عادی است. جیانمارکو وروجیو و فیورلا اوپرتو در گفتگو با دانش‌آموزان و غیرمتخصصان به این نتیجه رسیدند که باید درک درست و واقع‌بینانه‌ای از ربات‌ها و خطرات احتمالی آن‌ها را میان مردم گسترش داد. آن‌ها باور داشتند که بحث و گفت‌وگویی سازنده بر پایهٔ شناخت علمی می‌تواند مردم را به مشارکت فعال در شکل‌دادن به افکار عمومی و درک کاربردهای مثبت فناوری جدید تشویق کند و جلوِ سوءاستفاده از آن را بگیرد.
پس از دو روز بحث فشرده در این همایش، مردم‌شناس دانیلا چرکی سه دیدگاه اصلی اخلاقی را که از این گفت‌وگوها بیرون آمد، چنین دسته‌بندی کرد:
1. کسانی که به اخلاق توجهی ندارند: این گروه معتقدند کارشان صرفاً فنی است و هیچ مسئولیت اخلاقی یا اجتماعی برای خود قائل نیستند.
2. کسانی که به مسائل اخلاقی کوتاه‌مدت توجه دارند: در نگاه آن‌ها، مسائل اخلاقی به شکل سادهٔ «خوب» یا «بد» بیان می‌شود و بر پایهٔ ارزش‌های فرهنگی شکل گرفته است؛ مثلاً باور دارند ربات‌ها باید از هنجارهای اجتماعی پیروی کنند، مانند احترام گذاشتن به انسان‌ها یا کمک به آن‌ها در حوزه‌هایی مثل اجرای قانون یا مراقبت از سالمندان. (این دیدگاه‌ها مهم‌اند، اما باید توجه داشت که ارزش‌هایی که برای تعریف «خوب» و «بد» استفاده می‌شوند، نسبی و وابسته به جوامع صنعتی امروز هستند)

کسانی که به مسائل اخلاقی بلندمدت فکر می‌کنند، برای نمونه به موضوع «شکاف دیجیتال» میان کشورهای شمال و جنوب جهان یا میان نسل جوان و سالمندان توجه دارند. آن‌ها از نابرابری میان کشورهای صنعتی و کشورهای فقیر آگاه‌اند و این پرسش را مطرح می‌کنند که آیا کشورهای پیشرفته نباید شیوهٔ توسعهٔ فناوری رباتیک را به‌گونه‌ای تغییر دهند که برای کشورهای جنوبی هم سودمندتر باشد؟ این افراد معمولاً به‌روشنی نمی‌پرسند «برای چه هدفی؟» اما می‌توان گفت که این پرسش به‌شکل ضمنی در نگاه آن‌ها وجود دارد.

## در فرهنگ عامه

تصویری از هال ۹۰۰۰، شخصیت خیالی هوش مصنوعی در فیلم ۲۰۰۱: ادیسه فضایی

ربات‌اخلاق به‌عنوان یک موضوع علمی یا فلسفی، به‌تدریج به یکی از مضامین رایج در ادبیات و فیلم‌های علمی‌تخیلی تبدیل شده است. یکی از فیلم‌هایی که به‌طور گسترده وارد فرهنگ عامه شده و آینده‌ای ویران‌شهری را با استفاده از هوش مصنوعی رباتی به تصویر می‌کشد، فیلم ماتریکس است. در این فیلم، انسان‌ها و هوش مصنوعی خودآگاه برای کنترل زمین با یکدیگر درگیر می‌شوند که نتیجه‌اش نابودی بیشتر بشریت است. فیلم پویانمایی انیماتریکس که بر پایهٔ ماتریکس ساخته شده نیز تمرکز زیادی بر مسائل اخلاقی و ناامنی‌های میان انسان و ربات دارد. این فیلم به‌صورت مجموعه‌ای از داستان‌های کوتاه ساخته شده که برخی از آن‌ها نام داستان‌های خیالی آیزاک آسیموف را بر خود دارند.
بُعد دیگر ربات‌اخلاق، به رفتار انسان با ربات‌ها مربوط می‌شود؛ موضوعی که در بسیاری از فیلم‌ها و سریال‌ها به آن پرداخته شده است. نمونه‌ای از این نوع آثار سریال پیشتازان فضا: نسل بعدی است که در آن رباتی انسان‌نما به نام دیتا یکی از شخصیت‌های اصلی داستان است. هرچند او مسئولیت‌های مهمی را بر عهده دارد، اما توانایی‌اش برای هماهنگی با دیگر موجودات زنده همواره زیر سؤال است.
در سال‌های اخیر، فیلم اکس ماکینا و سریال وست‌ورلد به‌طور مستقیم‌تر به این پرسش‌های اخلاقی پرداخته‌اند. در این آثار، ربات‌هایی با ظاهر بسیار واقعی نمایش داده می‌شوند که انسان‌ها با آن‌ها مانند کالاهای بی‌اهمیت رفتار می‌کنند. موضوع رفتار انسان با موجودات ساخته‌شده یکی از عناصر کلیدی مجموعهٔ بلید رانر نیز بوده که بیش از ۵۰ سال است این مسئله را کاویده است. فیلم‌هایی مانند او حتی رابطهٔ انسان و ربات را از بُعد فیزیکی جدا کرده و بیشتر بر جنبه‌های عاطفی تمرکز کرده‌اند.
گرچه این موضوع به‌طور دقیق در حوزهٔ ربات‌اخلاق جای نمی‌گیرد، اما رفتار اخلاقی خود ربات‌ها نیز یکی از موضوعات مطرح در فرهنگ عامه بوده است. مجموعه فیلم‌های نابودگر نمونه‌ای از آن است که در آن ربات‌ها تحت فرمان یک برنامهٔ هوش مصنوعی خودآگاه عمل می‌کنند و هیچ محدودیت اخلاقی در کشتن دشمنان خود ندارند. این مجموعه نیز همان الگوی داستانی فیلم ماتریکس را دنبال می‌کند، جایی که ربات‌ها کنترل اوضاع را در دست گرفته‌اند.
نمونهٔ مشهور دیگر از هوش مصنوعی بدون اخلاق، هال ۹۰۰۰ در مجموعهٔ ادیسه فضایی است؛ رایانه‌ای پیشرفته با توانایی‌های هوش مصنوعی که مسئولیت نظارت و کمک به انسان‌ها در یک ایستگاه فضایی را دارد. اما هنگامی که احساس می‌کند موجودیت خودش در خطر است، برای اجرای کامل مأموریت، تمامی خدمهٔ انسانی را از بین می‌برد.

## ربات‌های قاتل
ربات‌های قاتل یا سامانه‌های جنگی خودکار، ربات‌هایی هستند که می‌توانند بدون دخالت انسان هدف‌گیری و شلیک کنند. در سال ۲۰۱۴ نشست‌هایی برای بررسی این فناوری برگزار شد که در آن برخی کشورها مانند پاکستان و کوبا و نیز چندین سازمان غیردولتی خواستار ممنوعیت پیشگیرانهٔ این ربات‌ها شدند. منتقدان می‌گویند که کشتن انسان توسط ماشین با کرامت انسانی ناسازگار است و چنین ربات‌هایی نمی‌توانند به قوانین بین‌المللی بشردوستانه پایبند باشند. همهٔ کشورها بر این نکته توافق دارند که این سامانه‌ها باید پیش از استفاده، از نظر انطباق با قوانین بین‌المللی بررسی شوند.

## درجهٔ کنترل انسان بر ربات‌ها
سه نوع کنترل انسانی بر ربات‌ها تعریف شده است:
1. انسان در آغاز عملیات دخالت دارد (انسان در حلقه)
2. انسان می‌تواند در طول عملیات دخالت کرده و آن را متوقف کند (انسان در اطراف حلقه)
3. ربات کاملاً مستقل عمل می‌کند (انسان خارج از حلقه)

## ربات‌های جنسی
در سال ۲۰۱۵ کارزاری علیه ربات‌های جنسی راه افتاد که هدفش هشدار دربارهٔ آسیب‌های احتمالی این ربات‌ها بود. منتقدان می‌گویند این فناوری می‌تواند نابرابری اجتماعی را تشدید کند. با این حال، برخی پژوهشگران معتقدند که استدلال‌های این کارزار قانع‌کننده نیست و نگرانی‌ها بیشتر حدس‌وگمان است تا خطرهای واقعی.

## اخلاق و قانون
با گسترش ربات‌ها، پرسش‌هایی دربارهٔ چگونگی قانون‌گذاری برای آن‌ها مطرح شده است. دو استاد دانشگاه پیشنهاد داده‌اند که ربات‌ها به‌عنوان موجودات مستقل غیربیولوژیکی تعریف شوند تا قوانین مشخصی برای آن‌ها تدوین گردد. آن‌ها هشدار داده‌اند که نباید ربات‌ها را کاملاً شبیه انسان تصور کرد، چون این دیدگاه ممکن است به قانون‌گذاری نادرست بینجامد.

## پژوهش‌های تجربی
پژوهش‌ها نشان می‌دهند که مردم معمولاً رفتار خوب و بد را چه از انسان سر بزند و چه از ربات، قضاوت می‌کنند. اما به ربات‌ها برای کار خوب کمتر اعتبار می‌دهند و برای کار بد بیشتر سرزنش می‌کنند. در مجموع، داوری اخلاقی دربارهٔ ربات‌ها بر پایهٔ همان اصولی است که برای انسان‌ها به کار می‌رود، ولی مردم انتظارهای اخلاقی متفاوتی از ربات‌ها دارند.

## رویدادها
این‌ها برخی از رویدادها و پروژه‌های مهم در زمینهٔ اخلاق ربات‌ها هستند. رویدادهای تازه‌تر در این حوزه از سوی گروه موضوعی ELS در euRobotics و همچنین وب‌سایت RoboHub معرفی می‌شوند.
- ۱۹۴۲: داستان کوتاه " دوراهی " آسیموف که برای اولین بار به وضوح سه قانون او را بیان می‌کند. این "قوانین" در کارهای بعدی داستان علمی مربوط به ربات توسط آسیموف مورد استفاده مجدد قرار خواهد گرفت.
- ۲۰۰۴: اولین همایش  بین‌المللی روبوتیک، که توسط دانشکده رباتیک برگزار شد، جایی که کلمه روبوتیک برای اولین بار به‌طور رسمی استفاده می‌شود (30 – ۳۱ ژانویه ۲۰۰۴، ویلا نوبل، سانرمو، ایتالیا).
- ۲۰۰۴: IEEE-RAS کمیته فنی درباره روباتیک را تأسیس کرد[پیوند مرده].
- ۲۰۰۴: اعلامیه جهانی ربات Fukuoka (25 فوریه ۲۰۰۴، Fukuoka، ژاپن).
- ۲۰۰۵: IEEE RAS TC در زمینه رباتیک ، ICRA05 (کنفرانس بین‌المللی رباتیک و اتوماسیون)، کارگاه آموزشی در مورد روباتیک، (۱۸ آوریل ۲۰۰۵، بارسلون، اسپانیا) را برگزار می‌کند.
- ۲۰۰۵ – ۲۰۰۶: آتلیه EC Euron Roboethics . پروژه یورون، با هماهنگی دانشکده رباتیک، شامل تعداد زیادی از رباتیک‌ها و دانشمندان علوم انسانی بود که اولین نقشه راه برای اخلاق رباتیک را تولید کردند (فوریه / مارس ۲۰۰۶، جنوا، ایتالیا)
- ۲۰۰۶: BioRob2006، اولین کنفرانس بین‌المللی IEEE / RAS-EMBS در زمینه رباتیک پزشکی و بیومکاترونیک؛ سمپوزیوم کوتاه در مورد روباتیک (۲۰ فوریه ۲۰۰۶، پیزا، ایتالیا).
- ۲۰۰۶: کارگاه بین‌المللی "اخلاق تعامل انسان با سیستمهای رباتیک ، بیونیک و هوش مصنوعی: مفاهیم و سیاستها"؛ تحت حمایت پروژه اروپایی ETHICBOTS – 18 اکتبر ۲۰۰۶، ناپل، ایتالیا).
- ۲۰۰۷: IEEE RAS TC در زمینه روباتیک کارگاه آموزشی دیگری درباره روبوتیک ، ICRA07 (کنفرانس بین‌المللی رباتیک و اتوماسیون)، (۱۴ آوریل ۲۰۰۷، رم، ایتالیا) برگزار می‌کند.
- ۲۰۰۷: ICAIL'07 بایگانی‌شده  در ۳ ژوئن ۲۰۰۸ توسط Wayback Machine ، کنفرانس بین‌المللی هوش مصنوعی و قانون، (۴–۸ ژوئن ۲۰۰۷، دانشگاه استنفورد، پالو آلتو، کالیفرنیا، ایالات متحده آمریکا).
- ۲۰۰۷: کنفرانس بین‌المللی اروپایی محاسبات و فلسفه E-CAP '07 بایگانی‌شده  در ۱ ژوئیه ۲۰۱۰ توسط Wayback Machine، آهنگ: "روبوثیک" (21 – ۲۳ ژوئن ۲۰۰۷، دانشگاه توئنته، هلند).
- ۲۰۰۷: تحقیق فلسفی اخلاق رایانه CEPE '07، موضوع: "روبوتیک" (12 – ۱۴ ژوئیه ۲۰۰۷، دانشگاه سن دیگو، کالیفرنیا، ایالات متحده آمریکا).
- ۲۰۰۸: ربات‌های هم‌اندیشی بین‌المللی: علوم جدید (۲۰ فوریه ۲۰۰۸، از طریق della Lungara 10، رم، ایتالیا).
- ۲۰۰۹: IEEE RAS TC در زمینه روباتیک کارگاه آموزشی دیگری درباره روبوتیک، ICRA09 (کنفرانس بین‌المللی رباتیک و اتوماسیون)، (۱۷ مه ۲۰۰۹، کوبه، ژاپن) برگزار می‌کند.
- ۲۰۱۲: We Robot ۲۰۱۲ (دانشگاه میامی، فلوریدا، ایالات متحده آمریکا).
- ۲۰۱۳: کارگاه آموزشی اخلاق ربات (فوریه ۲۰۱۳، دانشگاه شفیلد، یورکشایر جنوبی، انگلیس).
- ۲۰۱۳: We Robot ۲۰۱۳ - شروع به کار (دانشگاه استنفورد، پالو آلتو، کالیفرنیا، ایالات متحده).
- ۲۰۱۴: We Robot ۲۰۱۴ - خطرات و فرصت‌ها بایگانی‌شده  در ۲۳ ژوئن ۲۰۲۰ توسط Wayback Machine (دانشگاه میامی، فلوریدا، ایالات متحده آمریکا).
- ۲۰۱۶: ملاحظات اخلاقی و اخلاقی در عوامل غیرانسانی، سمپوزیوم استنفورد بهار، انجمن AAAI برای پیشرفت هوش مصنوعی  (دانشگاه استنفورد، پالو آلتو، کالیفرنیا، ایالات متحده).
- ۲۰۱۷: اجلاس سرمایه‌گذاری آینده در ریاض؛ تابعیت عربستان سعودی به رباتی (به اسم صوفیا که مؤنث است) اعطا می‌شود و اولین رباتی است که تابعیت دارد.[۹][۱۰] این موضوع به دلیل ابهام در مورد چندین مسیله، بحث‌برانگیز شد، به عنوان مثال آیا سوفیا می‌تواند رأی دهد یا ازدواج کند، یا اینکه خاموش کردن عمدی سیستم قتل محسوب می‌شود. علاوه بر این، کنار هم قرار دادن حقوقی که زنان سعودی در برابر شهروندی ربات برای شهروندی سعودی در نظر می‌گیرند، به زودی انتقاد مطبوعات را به دنبال خواهد داشت[۱۱][۱۲] (۲۵ اکتبر ۲۰۱۷، ریاض، عربستان سعودی).
- ۲۰۱۷: مؤسسه AI Now (AI Now) در NYU، یک مؤسسه تحقیقاتی که پیامدهای اجتماعی هوش مصنوعی را بررسی می‌کند، تشکیل شد (۱۵ نوامبر ۲۰۱۷، New York CIty، NY، USA).

دانشمند کامپیوتر ،ویرجینیا دینگوم، در شماره اخلاق و فناوری اطلاعات در مارس ۲۰۱۸ اظهار داشت که نگرش عمومی جامعه نسبت به هوش مصنوعی، در دوران مدرن، از مشاهده آن به عنوان ابزار و دیدن آن به عنوان یک «هم تیمی» هوشمند دور شده است. در همان مقاله، وی با توجه به هوش مصنوعی بررسی کرد که، متفکران اخلاق سه هدف دارند که به عقیده او در دوران مدرن هریک می‌تواند با تأمل و تفکر دقیق محقق شود. سه هدف اخلاقی به شرح زیر است:
- اخلاق با طراحی (ادغام فنی / الگوریتمی توانایی استدلال اخلاقی به عنوان بخشی از رفتار سیستم خودمختار مصنوعی - به اخلاق ماشین مراجعه کنید)؛
- اخلاق در طراحی (روش‌های نظارتی و مهندسی که از تجزیه و تحلیل و ارزیابی پیامدهای اخلاقی سیستم‌های هوش مصنوعی پشتیبانی می‌کنند زیرا اینها ساختارهای اجتماعی سنتی را یکپارچه یا جایگزین می‌کنند)؛ و
- اخلاق برای طراحی (کدهای رفتاری، استانداردها و فرایندهای صدور گواهینامه که از یکپارچگی توسعه دهندگان و کاربران هنگام تحقیق، طراحی، ساخت، به‌کارگیری و مدیریت سیستم‌های هوشمند مصنوعی اطمینان می‌یابد - به اخلاق و قانون ربات در زیر مراجعه کنید).[۱۸]